# Forward Madison Football Club
Maillots
Forward Madison FC est une équipe américaine de football professionnel basée à Madison, Wisconsin. Fondée en 2018, l'équipe a disputé sa première saison lors de la saison 2019. Elle évolue en USL League One, la troisième division du système de ligues de soccer des États-Unis, et dispute ses matchs à domicile au Breese Stevens Field.

## Histoire
En janvier 2018, il a été annoncé que Big Top Events, propriétaire des Madison Mallards et exploitant le Breese Stevens Field depuis 2015, prévoyait d'amener une franchise de soccer à Madison qui débuterait début 2019. Dans le cadre du plan, Big Top Events envisageait d'investir 2 millions de dollars dans la rénovation du stade, sous réserve d'une renégociation de contrat avec la ville de Madison. Big Top Events souhaitait obtenir un bail à plus long terme, ainsi qu'une augmentation du nombre de concerts au stade, plus d'employés sur le site et 1,6 million de dollars de la ville pour des améliorations aux installations.
Le 15 mai 2018, le Conseil municipal de Madison a approuvé un nouveau contrat de dix ans avec Big Top Events. Dans le cadre de cet accord, la ville a accepté de verser 1,3 million de dollars pour des améliorations aux installations. Cela comprenait une expansion du stade pour une capacité de 5 000 places assises. Par la suite, Madison a été officiellement annoncée comme le quatrième membre fondateur de la USL League One le 17 mai 2018. La ligue professionnelle, qui est la troisième division du système de ligues de soccer des États-Unis, a débuté en mars 2019,. Madison est devenue la première équipe basée dans le Midwest des États-Unis à rejoindre la ligue, et est la seule équipe de soccer professionnelle en extérieur dans le Wisconsin actuel. À la suite de cette annonce, Peter Wilt a été nommé directeur général de l'équipe. Wilt est bien connu pour la fondation de nouveaux clubs ; Madison était la sixième équipe que Wilt a aidé à lancer, ayant précédemment été impliqué dans la formation d'équipes telles que les Chicago Fire et Indy Eleven,.

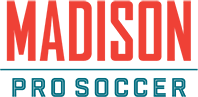
Logo de Madison Pro Soccer avant que le nom du club ne soit choisi

En juin 2018, Madison Pro Soccer a lancé un concours de vote en ligne « Nommez votre club » pour recommander un nom pour l'équipe,. Les noms envisagés allaient des noms traditionnels de football tels que « Madison United FC » à des choix aussi fantaisistes que « Holsteins », « Madison Curds », et «77 Square Miles SC ». Le 16 juillet, il a été annoncé que le vote final se ferait entre les noms « Forward Madison FC/SC » et « AFC Madison ». Forward Madison FC a été annoncé comme le nom officiel le 18 novembre 2018, ainsi que le logo et les couleurs de l'équipe, lors d'un événement à la Wisconsin Historical Society. « Forward » est la devise de l'État du Wisconsin. Le 27 septembre 2018, Daryl Shore a été annoncé comme le premier entraîneur-chef de Madison,. Il servira également en tant que directeur technique de l'équipe,. En septembre 2018, Don Smart a été le premier joueur à signer avec l'équipe, ce qui a été annoncé le 24 octobre.
Le 7 décembre 2018, le club a annoncé un accord d'affiliation d'un an avec le Minnesota United FC de la Major League Soccer.Après la saison inaugurale du club, Peter Wilt est parti pour prendre un poste au sein de la ligue, développant des groupes de supporters et aidant les équipes dans leur engagement envers les fans.
Le 5 mars 2020, le Forward Madison FC a annoncé un accord d'affiliation d'un an avec le Chicago Fire FC de la Major League Soccer.
Le 1er décembre 2020, Carl Craig a été annoncé comme entraîneur-chef et directeur technique. Craig avait précédemment été l'entraîneur-chef du club de la NASL Minnesota United. Après une 9e place en 2021, Craig a été limogé. À l'approche de la saison 2022, Matt Glaeser a été embauché comme entraîneur-chef et directeur technique. Dans un courriel aux détenteurs d'abonnements saisonniers avant le dernier match de la saison 2022, le directeur des opérations Conor Caloia a confirmé que Glaeser reviendrait pour la saison 2023.

## Présence sur les réseaux sociaux
L'équipe a commencé à attirer l'attention nationale en janvier 2019, pendant la vague de froid polaire, lorsque le stagiaire en médias sociaux a tweeté une photo d'un flamant rose en plastique coincé dans la neige qui s'accumulait sur le terrain. En quelques jours, la neige est devenue suffisamment profonde pour recouvrir entièrement le flamant rose. Ce deuxième tweet est devenu viral, avec plus de 22 mille likes et 7,8 mille retweets. « Full mingo » est devenu un slogan pour l'équipe,.
Forward Madison a continué à avoir une forte présence sur les médias numériques, que le club utilise pour se promouvoir auprès des fans en dehors de la région de Madison, se présentant comme « la deuxième équipe préférée du monde »,.

### Mascotte
Le 4 mai 2019, Forward Madison a dévoilé sa mascotte de vache laitière, nommée « Lionela Bessi » à la suite d'un vote des fans,. Le club a annoncé une fête de retraite pour Bessi qui se tiendra lors de leur premier match à domicile en 2024 le 13 avril 2024.Le club a également adopté le veau de Bessi comme mascotte. Un deuxième vote des fans a abouti au nom de « Rose Cowbelle», en hommage à l'ancienne élève de l'Université du Wisconsin et joueuse professionnelle Rose Lavelle.

## Stade

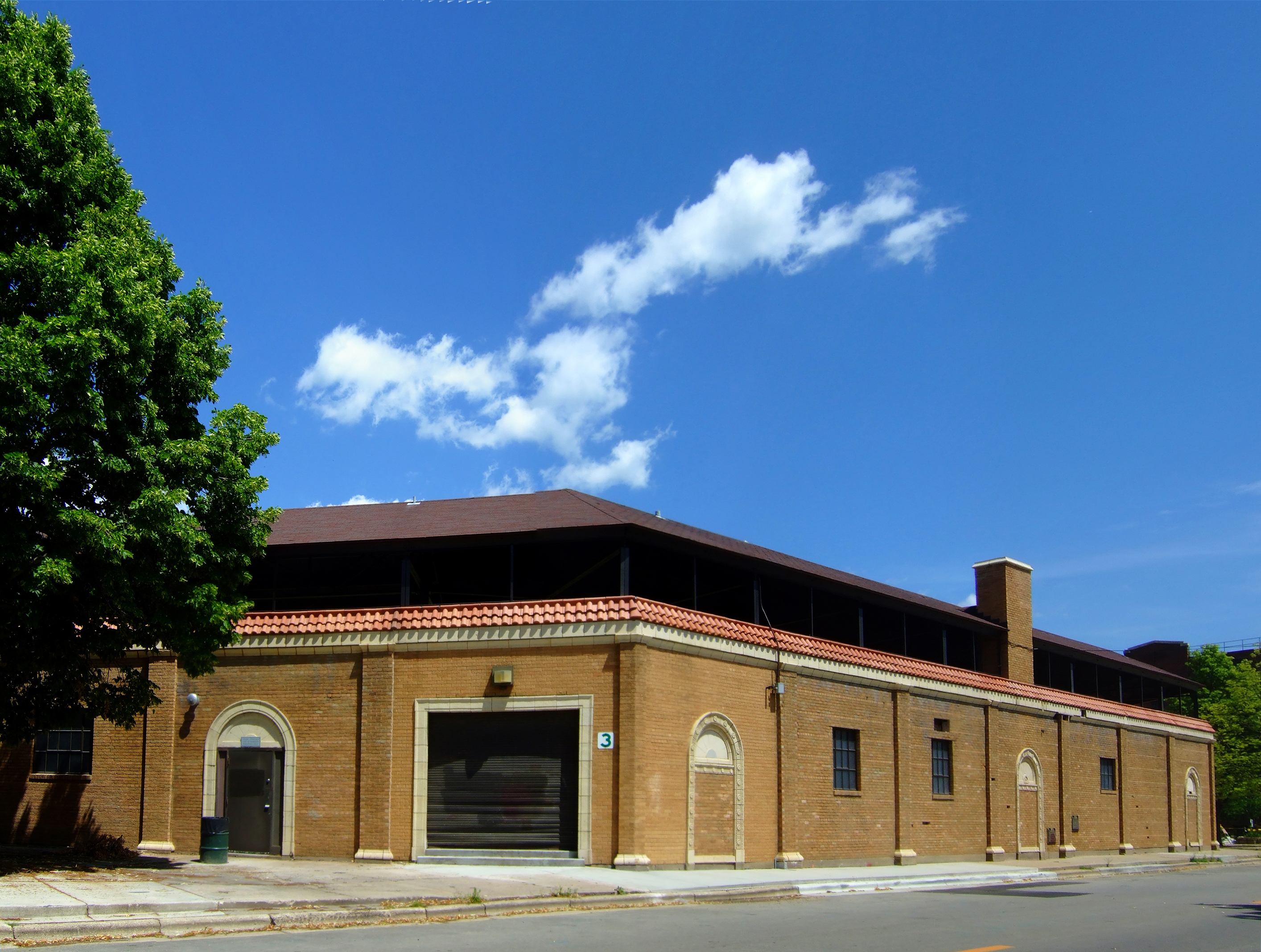
Breese Stevens Field accueille les matchs de l'équipe.

L'équipe joue ses matchs au Breese Stevens Field à Madison, qui a été agrandi d'une capacité de gradins de 3 740 à 5 000. Le stade, construit en 1925, est le plus ancien parc sportif de la ville. Il est la propriété de la ville de Madison et est exploité depuis 2015 par Big Top Events. Le lieu est désigné comme un monument historique de la ville depuis 1995 et a été inscrit au Registre national des lieux historiques en 2015. Le stade accueille les équipes de soccer et de football de l'Lycée Madison East, l'équipe d'ultimate des Radicals de Madison, ainsi que d'autres compétitions sportives, concerts et événements communautaires.
En raison de la pandémie de COVID-19, le club a déplacé ses matchs de la Saison 2020 de la USL League One au Hart Park à Wauwatosa, à soixante-quinze miles de là,.

### Affluence
La saison inaugurale de Forward Madison FC en 2019 a enregistré une affluence moyenne à domicile de 4 292 spectateurs, la plus élevée dans la USL League One,.

## Uniformes

### Écusson et couleurs

Drapeau de la ville de Madison

Le logo de l'équipe met en vedette un flamant rose, car l'oiseau officiel de la ville est l'ornement de pelouse flamant rose en plastique. Il a été conçu par la société de design graphique basée à Madison, Planet Propaganda.
La couleur bleu clair du club provient du drapeau de Madison, tout comme la bande blanche. En bas de l'écusson, des chiffres romains épellent 608, l'indicatif régional de la ville.

### Parrainage
| Fabricant de maillots | Période   | Sponsor principal   | Sponsor de manche |
| --------------------- | --------- | ------------------- | ----------------- |
| Hummel                | 2019      | Dairyland Insurance | —                 |
| Hummel                | 2020–2024 | Dairyland Insurance | Just Coffee Co-op |

### Historique des uniformes
Forward Madison FC est devenu connu pour créer des « maillots audacieux et intéressants année après année ». Ces maillots ont également connu un énorme succès commercial ; lors de leur saison inaugurale, Forward Madison a généré deux fois plus de ventes de maillots que le reste de la USL League One combinée. En 2021, Conor Caloia, COO de l'équipe, a révélé que 20 % du chiffre d'affaires brut du club provenait de la marchandise, contre 8 à 10 % pour la plupart des autres équipes.Les maillots domicile de Forward Madison présentent un champ bleu ciel avec une bande blanche, en référence au drapeau de la ville (qui lui-même fait référence à la géographie de la ville sur un isthme). Un motif de flamant rose sublimé apparaît sur le maillot domicile, et des flamants roses sublimés parsèment le maillot extérieur blanc inaugural du club.
Le 14 mars 2020, Forward Madison a dévoilé son deuxième maillot de changement. Le design présente des rayures diagonales roses, avec les noms de 900 détenteurs d'abonnements de saison dans l'espace blanc entre eux. Le maillot a été conçu par des membres du groupe de supporters The Flock, dans ce qui est considéré comme une première dans le sport professionnel. Le maillot tiers original du club, avec un motif rose, porté lors des apparitions en U.S. Open Cup, a été sélectionné comme le meilleur maillot de football au monde lors du concours « Kit de l'année » 2019 de la chaîne de radio par satellite SiriusXM FC. Il a battu le maillot domicile des Chicago Red Stars avec plus de 200 000 votes,. Un nouveau troisième maillot, présentant un motif tourbillonnant de bleu marine, de bleu ciel et de rose, a été dévoilé le 23 mai 2020,. Surnommé le « Drip Kit », il a été inspiré par les expérimentations du designer de l'équipe Cassidy Sepnieski avec le l'Impression hydrographique.
Le 23 juin 2021, Forward Madison a dévoilé un nouveau troisième maillot pour 2021, comprenant un maillot entièrement réversible. Surnommé le maillot « Beach/Club », il est noir avec des flamants roses sur un côté, et rose avec un design de style Chemise hawaïenne dessiné à la main sur l'autre, présentant des flamants roses, des palmiers et le Capitole de l'État du Wisconsin. Ils ont porté le maillot lors de leur prochain match, jouant du côté noir pour la première mi-temps et inversant vers le côté rose pour la deuxième mi-temps. L'équipe estime que c'était la première fois qu'un tel changement était prévu à l'avance pour un match compétitif, plutôt que de devoir résoudre des problèmes de conflit survenant pendant le match. Le gimmick avait été autorisé par la USL à l'avance, après que la ligue a consulté les Lois du Jeu et n'a trouvé aucune interdiction à ce sujet.
Plus tard cette année-là, Forward Madison a organisé une cérémonie de dévoilement à Madison et à Londres pour la sortie d'un maillot supplémentaire à porter uniquement lors des matchs amicaux, connu sous le nom de maillot « Friends With Benefits ». Conçu également par Cassidy Sepnieski, le maillot est couvert de damiers aux couleurs de l'équipe rose, bleu ciel et bleu foncé dans des dégradés progressifs, avec l'un des carrés étant un QR code. Les fans hors de Madison peuvent scanner ce code pour acheter une bière pour un fan au Breese Stevens Field. Les fans présents lors d'un match à domicile peuvent échanger une des bières achetées et reçoivent le nom, l'emplacement et les coordonnées sociales de l'acheteur afin de pouvoir les remercier,. L'intention déclarée du club avec ce maillot est « de connecter la communauté mondiale du football à travers les maillots et la bière ».

### Domicile
| 2019–2020 | 2021–2022 | 2023–présent |

### Extérieur
| 2019 | 2020 | 2021 | 2022 |

### Alternatif
| 2019 | 2020 | 2021 |  |

## Supporters
Le club reconnaît six groupes de supporters indépendants, chacun ayant un objectif différent. The Flock est le premier et le plus grand groupe, et l'Association des supporters indépendants du club. Les autres groupes sont La Barra 608, par et pour les fans latinos, Forward Union axé sur le service communautaire, Featherstone Flamingos, un groupe inclusif qui célèbre la culture noire (nommé d'après Don Featherstone, créateur du flamant rose en plastique), Accessimingos, le premier groupe de supporters en Amérique du Nord axé sur les fans handicapés, et Mingo Ladies pour les supporters s'identifiant comme femmes. Une partie des membres de The Flock dirige également un groupe centré sur l'engagement civique appelé « Pink Tape ».
Le club dispose également d'un programme d'adhésion international appelé Mingos Worldwide, qui inclut une écharpe portant leur slogan promotionnel « La Deuxième Équipe Préférée du Monde »,. Le groupe de rock alternatif The Racing Pulses a écrit la chanson « Go, Forward! » pour Forward Madison FC. Le clip vidéo officiel de la chanson a été publié en 2020. Il a été tourné au Breese Stevens Field et met en vedette Mandela Barnes,,,.

## Joueurs et personnel

### Effectif actuel
| N° | Nat.                    | Poste | Nom du joueur                                |
| -- | ----------------------- | ----- | -------------------------------------------- |
| 1  | Drapeau des Philippines | G     | Bernd Schipmann                              |
| 2  | Drapeau d’Israël        | D     | Michael Chilaka                              |
| 4  | Drapeau de l'Australie  | D     | Mitch Osmond (capitaine)                     |
| 5  | Drapeau des États-Unis  | D     | Timmy Mehl                                   |
| 6  | Drapeau des États-Unis  | M     | John Murphy                                  |
| 7  | Drapeau des États-Unis  | M     | Wolfgang Prentice (en prêt de Oakland Roots) |
| 8  | Drapeau des États-Unis  | M     | Devin Boyce                                  |
| 9  | Drapeau des États-Unis  | A     | Christian Chaney                             |
| 10 | Drapeau de l'Angleterre | M     | Aiden Mesias                                 |
| 11 | Drapeau du Sénégal      | A     | Cherif Dieye                                 |

| No. | Nat.                                           | Position | Nom du joueur                                |
| --- | ---------------------------------------------- | -------- | -------------------------------------------- |
| 14  | Drapeau du Venezuela                           | A        | Mauro Cichero                                |
| 16  | Drapeau de l'Autriche                          | D        | Jacob Crull                                  |
| 17  | Drapeau des États-Unis                         | A        | Derek Gebhard                                |
| 19  | Drapeau de la Colombie                         | A        | Juan Galindrez                               |
| 20  | Drapeau de l'Uruguay                           | A        | Agustín Dávila                               |
| 21  | Drapeau des États-Unis                         | M        | Jimmie Villalobos (en prêt de One Knoxville) |
| 22  | Drapeau des États-Unis                         | D        | Stephen Payne                                |
| 24  | Drapeau d'Afrique du Sud                       | A        | Nazeem Bartman                               |
| 25  | Drapeau de la république démocratique du Congo | D        | Ferrety Sousa                                |
| 99  | Drapeau des États-Unis                         | G        | Martin Sanchez                               |

### Entraîneurs et direction
| Staff d'entraînement               | Staff d'entraînement                                     |
| ---------------------------------- | -------------------------------------------------------- |
| Matt Glaeser                       | Entraîneur principal et directeur technique              |
| Neil Hlavaty                       | Entraîneur adjoint                                       |
| Jim Launder                        | Entraîneur adjoint                                       |
| John Pascarella                    | Entraîneur adjoint                                       |
| Direction sportive et organisation |                                                          |
| Conor Caloia                       | Directeur général des opérations                         |
| Vern Stenman                       | Président                                                |
| Zane Heinselman                    | Vice-président et Directeur général                      |
| Keith Tiemeyer                     | Directeur des opérations et du développement du football |

### Année par année
Tous les records à jour au 1er juin 2024.
| Saison | Ligue | Saison régulière | Saison régulière | Saison régulière | Saison régulière | Saison régulière | Saison régulière | Saison régulière | Saison régulière | Playoffs         | Coupe des États-Unis | Coupe de la USL | Meilleur buteur   | Meilleur buteur | Affluence moyenne |
| Saison | Ligue | P                | V                | N                | D                | BP               | BC               | Pts              | Pos              | Playoffs         | Coupe des États-Unis | Coupe de la USL | Joueur            | Buts            | Affluence moyenne |
| ------ | ----- | ---------------- | ---------------- | ---------------- | ---------------- | ---------------- | ---------------- | ---------------- | ---------------- | ---------------- | -------------------- | --------------- | ----------------- | --------------- | ----------------- |
| 2019   | USL1  | 28               | 12               | 7                | 9                | 33               | 26               | 43               | 4e               | Demi-finales     | 3e tour              | —               | Don Smart         | 9               | 4 292             |
| 2020   | USL1  | 16               | 5                | 6                | 5                | 20               | 14               | 21               | 7e               | Non qualifié     | Annulé               | —               | Michael Vang (en) | 4               | 504               |
| 2021   | USL1  | 28               | 8                | 12               | 8                | 32               | 34               | 36               | 9                | Non qualifié     | Annulé               | —               | Jake Keegan       | 6               | 2,761             |
| 2022   | USL1  | 30               | 7                | 12               | 11               | 34               | 44               | 33               | 9                | Non qualifié     | 3e tour              | —               | Jeremiah Streng   | 7               | 3 877             |
| 2023   | USL1  | 32               | 11               | 10               | 11               | 38               | 40               | 43               | 6e               | Quarts de finale | 2e tour              | —               | Christian Chaney  | 11              | 4 310             |
| 2024   | USL1  | 7                | 4                | 3                | 0                | 16               | 6                | 15               | TBD              | TBD              | 2e tour              | TBD             | Christian Chaney  | 6               | 3 908             |

### Records des joueurs
Toutes les statistiques à jour au 1er juin 2024. Les joueurs actuellement sous contrat avec Forward Madison FC sont en gras.

#### Meilleurs buteurs
Matchs compétitifs seulement. Les chiffres entre parenthèses indiquent les apparitions.
| Rang | Joueur           | Années    | Ligue   | Séries éliminatoires | Coupe des États-Unis | Coupe de la USL | Total   |
| ---- | ---------------- | --------- | ------- | -------------------- | -------------------- | --------------- | ------- |
| 1    | Christian Chaney | 2023–     | 13 (36) | 1 (1)                | 2 (2)                | 1 (3)           | 17 (42) |
| 2    | Derek Gebhard    | 2021–     | 14 (90) | 0 (1)                | 0 (2)                | 2 (3)           | 16 (96) |
| 3    | Nazeem Bartman   | 2022–     | 10 (61) | 0 (1)                | 1 (4)                | 0 (3)           | 11 (69) |
| 4    | Don Smart        | 2019–2020 | 9 (43)  | 0 (1)                | 1 (3)                | 0 (0)           | 10 (47) |
| 5    | Paulo Jr.        | 2019–2020 | 8 (43)  | 0 (1)                | 0 (2)                | 0 (0)           | 8 (46)  |
| 6    | Jeremiah Streng  | 2022      | 7 (30)  | 0 (0)                | 0 (2)                | 0 (0)           | 7 (32)  |
| 7    | Jake Keegan      | 2021      | 6 (23)  | 0 (0)                | 0 (0)                | 0 (0)           | 6 (23)  |
| 8    | J. C. Banks      | 2019–2020 | 5 (42)  | 0 (1)                | 0 (3)                | 0 (0)           | 5 (46)  |
| 8    | Matheus Cassini  | 2022      | 5 (26)  | 0 (0)                | 0 (2)                | 0 (0)           | 5 (28)  |
| 10   | Aiden Mesias     | 2023–     | 4 (35)  | 0 (0)                | 0 (3)                | 0 (3)           | 4 (38)  |

#### Meilleurs passeurs décisifs
Matchs compétitifs seulement. Les chiffres entre parenthèses indiquent les apparitions.
| Rang | Joueur                | Années    | Ligue  | Séries éliminatoires | Coupe des États-Unis | Coupe de la USL | Total   |
| ---- | --------------------- | --------- | ------ | -------------------- | -------------------- | --------------- | ------- |
| 1    | Paulo Jr.             | 2019–2020 | 9 (43) | 0 (1)                | 2 (2)                | 0 (0)           | 11 (46) |
| 2    | Don Smart             | 2019–2020 | 8 (43) | 0 (1)                | 1 (3)                | 0 (0)           | 9 (47)  |
| 3    | Derek Gebhard         | 2021–     | 7 (90) | 0 (1)                | 0 (2)                | 0 (3)           | 7 (96)  |
| 3    | Jayden Onen           | 2023      | 6 (26) | 0 (0)                | 1 (1)                | 0 (0)           | 7 (27)  |
| 3    | Cyrus Rad             | 2021–2022 | 6 (40) | 0 (0)                | 1 (1)                | 0 (0)           | 7 (41)  |
| 6    | Nazeem Bartman        | 2022–     | 6 (61) | 0 (1)                | 0 (4)                | 0 (3)           | 6 (69)  |
| 7    | Matheus Cassini       | 2022      | 5 (26) | 0 (0)                | 0 (2)                | 0 (0)           | 5 (28)  |
| 7    | Christian Chaney      | 2023–     | 4 (36) | 0 (1)                | 0 (2)                | 1 (3)           | 5 (42)  |
| 7    | Stephen Payne         | 2023–     | 4 (39) | 1 (1)                | 0 (3)                | 0 (3)           | 5 (46)  |
| 10   | Jake Keegan           | 2021      | 4 (23) | 0 (0)                | 0 (0)                | 0 (0)           | 4 (23)  |
| 10   | Mikey Maldonado       | 2022      | 4 (28) | 0 (0)                | 0 (2)                | 0 (0)           | 4 (30)  |
| 10   | Josiel Núñez          | 2019      | 4 (26) | 0 (1)                | 0 (2)                | 0 (0)           | 4 (29)  |
| 10   | Andrew Wheeler-Omiunu | 2022–2023 | 4 (54) | 0 (1)                | 0 (3)                | 0 (0)           | 4 (58)  |

### Capitaines
| Année | Pos. | Joueur          | Compétition    | Honneur                     | Ref.   |
| ----- | ---- | --------------- | -------------- | --------------------------- | ------ |
| 2019  | DF   | Christian Díaz  | USL League One | Équipe de ligue première    | [ 75 ] |
| 2019  | AT   | Paulo Jr.       | USL League One | Deuxième équipe de la ligue |        |
| 2020  | GB   | Chris Brady     | USL League One | Jeune joueur de l'année     | [ 76 ] |
| 2020  | DF   | Connor Tobin    | USL League One | Deuxième équipe de la ligue | [ 77 ] |
| 2021  | MI   | Aaron Molloy    | USL League One | Première équipe de la ligue | [ 78 ] |
| 2021  | DF   | Connor Tobin    | USL League One | Deuxième équipe de la ligue |        |
| 2022  | DF   | Mikey Maldonado | USL League One | Deuxième                    |        |